# Улица Ваупшасова (Минск)

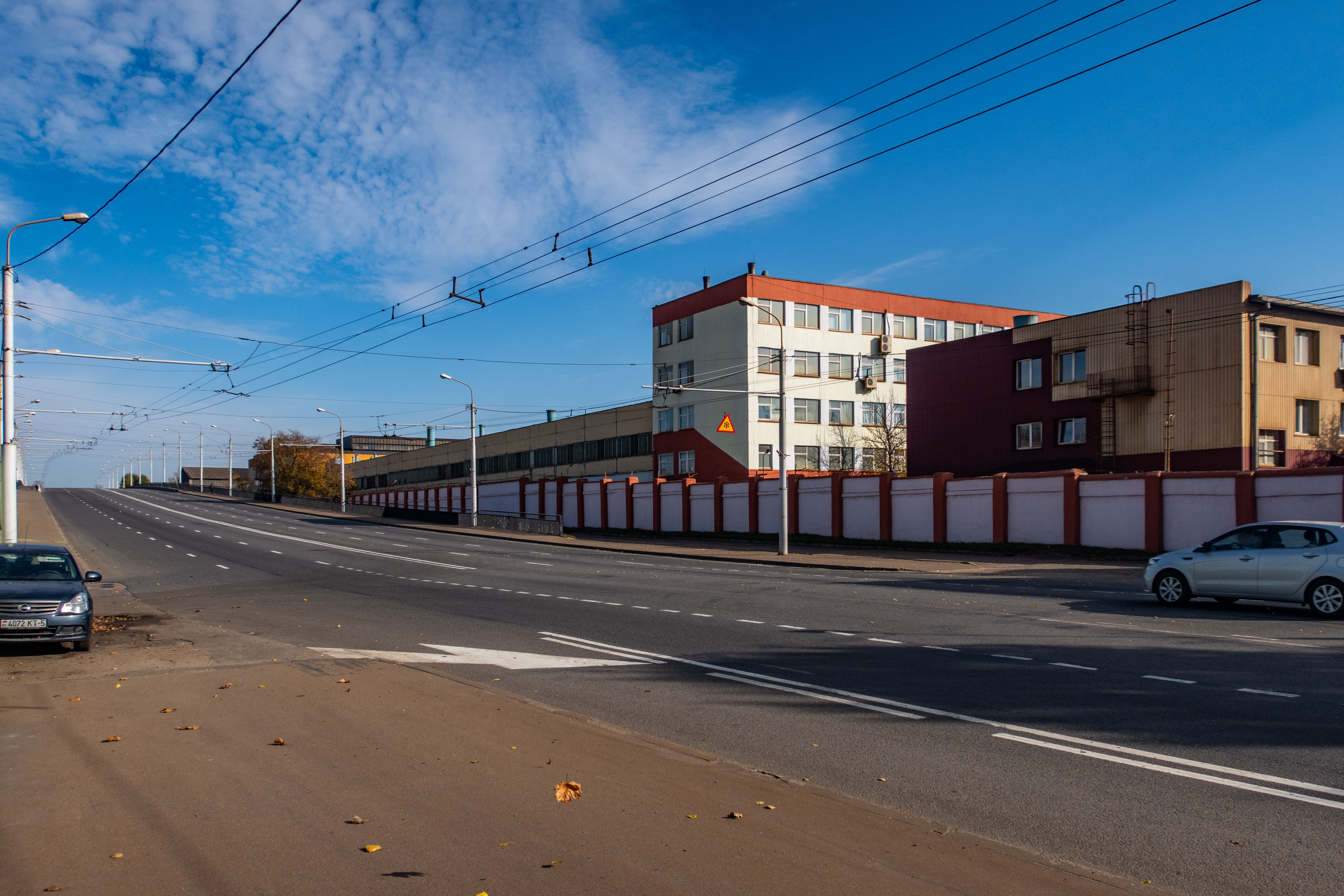
Корпуса Минского моторного завода, расположенные вдоль улицы перед путепроводом над железной дорогой

Улица Ваупша́сова (бел. Вуліца Ваўпшасава) — улица в Партизанском и Заводском районах Минска. Названа в честь Станислава Ваупшасова в 1977 году.

## Описание
Улица Ваупшасова является продолжением улицы Ванеева на северо-восток и начинается от путепровода под улицей Долгобродской. На начальном участке улица проходит между литейными цехами тракторного завода и основными корпусами моторного завода, по чётной стороне (со стороны моторного завода) расположены часть «Парка имени 50-летия Великого Октября» (остатки бывшего лесного массива) и асфальтобетонный завод. После путепровода над промышленной железнодорожной веткой и Круглой площади (пересечение с улицей Радиальной) улица проходит по микрорайону Дражня. На участке до улицы Солтыса расположены предприятия автосервиса, часть корпусов Минского завода игристых вин и  несколько домов индивидуальной застройки. Далее по нечётной стороне улицы расположено несколько учреждений профессионально-технического образования, колледж современных технологий в машиностроении и автосервисе, дом-интернат для пенсионеров и инвалидов, школа-интернат № 13 для детей с нарушением слуха, по чётной — лесопарк, Партизанское РУВД и предприятия автосервиса. Возле перекрёстка с Геологическим проездом улица меняет направление на восточное и проходит по лесопарку, в нескольких местах лесопарк прерывается сооружениями бывшего военного городка Степянка, регулярная застройка отсутствует. Улица заканчивается пересечением с безымянным дублёром трассы М9 МКАД, через который организован съезд на МКАД. В 1982 году установлена мемориальная доска в честь Ваупшасова.

## Транспорт
Почти на всём протяжении улицы организовано движение общественного транспорта — автобусов, а от начала до улицы Радиальной также троллейбусов. На улице Солтыса располагается троллейбусный парк № 5, и троллейбусы, следующие туда, частично проходят по улице Ваупшасова. Станция Минского метрополитена «Тракторный завод» расположена недалеко от начала улицы.
По состоянию на октябрь 2019 года по улице курсируют автобусы № 14, 20с, 27, 27д, 43, 43д, 46, 56, 59, 70, 71, 76э, 106 и троллейбусы № 15, 17, 34, 35, 35д, 41, 41д.